# Chumbicha
Chumbicha es la cabecera departamental y la localidad más poblada del departamento Capayán, en la provincia argentina de Catamarca, incluida en la Región del Centro. Chumbicha tiene su génesis en la lengua Quechua para significar, hacer chumpi, la faja o soga.

## Ubicación
Se encuentra cerca del límite con la provincia de La Rioja, atravesada por la RN 38 y costeada al sur por la RN 60 que atraviesa la quebrada de la Cébila. Hacia el oeste, la respalda las prolongaciones montañosas de las sierras del Ambato. 

## Historia
Originariamente, fue un asentamiento de clanes diaguitas. Formalmente fue fundada en 23 de mayo de 1885 por el gobernador Joaquín Acuña Molina, cuando se trazó el ramal del Ferrocarril Noroeste Argentino paralelo a la actual RN 38, según el plan del Presidente Julio Argentino Roca. Este medio de transporte ayudó a conectar la actividad comercial de la provincia con otras provincias  vecinas, como el ramal que iba a San Miguel de Tucumán, sorteando por el sur la sierra de Ancasti, paralelo a la RN 60 y la RN 157.

## Población
Cuenta con 4,531 habitantes (Indec, 2010), lo que representa un incremento del 12% frente a los 4,029 habitantes (Indec, 2001) del censo anterior.
| Gráfica de evolución demográfica de Chumbicha entre 1991 y 2010 |
|                                                                 |
| Fuente: Censos nacionales del INDEC                             |

## Fiestas
Desde 1978, se celebra todos los años durante el mes de mayo el Festival Nacional de la Mandarina, el cual cuenta con la presencia de grandes bandas y artistas nacionales como Luciano Pereyra, El "Chaqueño" Palavecino, Palito Ortega, Sabroso, Ulises Bueno, Vilma Palma e Vampiros, Pimpinela, Jorge Rojas, entre otros

## Deporte
En la actividad deportiva, la localidad cuenta con el polideportivo municipal, el cual contiene una pileta de natación, cancha de básquet, voleibol, balonmano y de fútbol.
En este complejo deportivo hace las veces de local el Club Sportivo Ferrocarriles del Estado, que representa al pueblo en la Liga Catamarqueña de Fútbol, esta institución se coronó dos veces campeón, en los años 2008 y 2014 respectivamente, participando así de torneos regionales (llamados anteriormente como Torneo del Interior).
En 2022, el Club Sportivo y Cultural San Martín ingresó a dicha liga, convirtiéndose de esta manera en el segundo equipo de Chumbicha que participa la institución madre del fútbol capitalino.
El 11 de noviembre de 2021, el polideportivo fue sede de la Final del Torneo provincial, dónde Coronel Daza de Banda de Varela superó a San Martín de Recreo por 2 a 1.

## Sismicidad
La sismicidad de la región de Catamarca es frecuente y de intensidad baja, y un silencio sísmico de terremotos medios a graves cada 30 años en áreas aleatorias. Sus últimas expresiones se produjeron:
- 21 de octubre de 1966 (58 años), a las 12.39 UTC-3 con 5,0 Richter; como en toda localidad sísmica, aún con un silencio sísmico corto, se olvida la historia de otros movimientos sísmicos regionales
- 3 de noviembre de 1973 (51 años), a las 14.17 UTC-3 con 5,8 Richter: además de la gravedad física del fenómeno se unió el olvido de la población a estos eventos recurrentes
- 7 de septiembre de 2004 (20 años), a las 8.53 UTC-3, con una magnitud aproximadamente de 6,5 en la escala de Richter (terremoto de Catamarca de 2004)[3]

## Cultos
Parroquias de la Iglesia Católica 
| Diócesis  | Catamarca               |
| --------- | ----------------------- |
| Parroquia | Nuestra Señora de Luján |

Además, hay presencia de numerosas congregaciones protestantes en sus múltiples vertientes.